# Чечеватов, Виктор Степанович
Ви́ктор Степа́нович Чечева́тов (род. 15 апреля 1945, Мордовский Белый Ключ, Ульяновская область) — советский и российский военачальник, генерал-полковник (1991).

## Служба в Советской Армии
Родился в крестьянской семье. Один из 6-ти детей, воспитывался в детском доме. Русский. В Советской армии с 1962 года. Окончил Ульяновское гвардейское танковое училище имени В. И. Ленина с отличием в 1966 году.
После училища последовательно командовал танковыми взводом, ротой. В 1973 году окончил Военную академию бронетанковых войск имени Маршала Советского Союза Р. Я. Малиновского с отличием, командовал танковым полком. Длительное время служил в Белорусском военном округе, до 1982 года командовал там 45-й гвардейской учебной танковой Ровенской дивизией.
Воинские звания майор, подполковник и полковник были присвоены досрочно.
В 1984 году окончил Военную академию Генерального штаба Вооружённых Сил имени К. Е. Ворошилова с золотой медалью. С 1984 года был заместителем командующего и командующим (с 1985 года) 3-й общевойсковой армией в Группе советских войск в Германии. С 1987 года — начальник штаба Среднеазиатского военного округа. С 1988 года — первый заместитель командующего войсками Прикарпатского военного округа. В январе 1991 года назначен командующим войсками Киевского военного округа. Активно поддержал ГКЧП.

## Служба в Российской Армии
В январе 1992 года отказался от принятия украинской присяги и добился перевода в Россию. В апреле 1992 года назначен командующим войсками Дальневосточного военного округа. На протяжении всего постсоветского периода его имя постоянно фигурировало в скандальной хронике из-за необдуманных заявлений, грубого обращения с подчинёнными. В то же время очевидно[кому?], что он имел надёжные связи в высших эшелонах военной и политической власти РФ, благодаря которым не только все скандалы оставались для него без последствий, но и рассматривались вопросы о повышении его по службе.
Так, в 1995 году сообщалось о предложении ему должности 1-го заместителя главнокомандующего Сухопутными войсками взамен отстранённого от должности и уволенного в отставку генерал-полковника Э. А. Воробьёва. В июле 1996 года президент РФ Б. Н. Ельцин лично встречался с В. С. Чечеватовым в Кремле, когда решался вопрос о подборе кандидата на пост министра обороны РФ, тогда же СМИ сообщили о предложении Чечеватову занять пост министра и об его отказе. В 1997 году участвовал в скандальном заседании Совета обороны РФ, на котором были сняты с должностей министр обороны И. Н. Родионов и начальник Генерального штаба Вооружённых Сил В. Н. Самсонов, причём непосредственно в ходе заседания Ельцин предложил Чечеватову занять пост начальника Генерального штаба Вооружённых Сил. Чечеватов попросил президента о конфиденциальной беседе, после которой речь о новой должности более не заходила.
В декабре 1995 года инициативной группой избирателей Чечеватов был выдвинут кандидатом на пост президента РФ, но вскоре снял свою кандидатуру в пользу Ельцина.
В 1998 году Ельцин сообщил президенту США Б. Клинтону, что уволил командующего Дальневосточным военным округом генерал-полковника Чечеватова, который «собирался отправить батальон на помощь Милошевичу».
В 1999 году Чечеватов публично предложил президенту РФ Ельцину свою кандидатуру для отправки в Сербию для участия в вооружённой борьбе с агрессией НАТО, призвал выезжать туда добровольцев.
С августа 1999 года — начальник Военной академии Генерального штаба Вооружённых Сил. С апреля 2005 года в отставке.

## Скандалы
В 1992 году прокуратура Украины возбудила уголовное дело по факту продажи по личному приказу В. С. Чечеватова, тогда командовавшего войсками Киевского военного округа, по символической цене неизвестной фирме закупленного на военные деньги легкового автомобиля. При этом арестованный автомобиль был сначала спрятан военными на территории одной из воинских частей, а когда прокурорские работники всё-таки его отыскали — похищен из-под ареста и тайно вывезен в Россию. По показаниям причастных офицеров, приказ на данные действия поступил лично от Чечеватова. Уголовное дело было передано в Главную военную прокуратуру РФ, где вскоре пропало.
Свыше двух лет не прекращался так называемый «дачный скандал» по факту строительства генералом коттеджа в Подмосковье силами солдат срочной службы и за счёт строительных материалов из фондов Дальневосточного военного округа, вновь не поколебавшие служебного положения генерала.
За справочно-биографическую статью «Полномочное древо полпреда Ишаева» в газете «Хабаровский экспресс», № 15 от 13-20 апреля 2011 г. (ссылка на сайт «Дебри-ДВ»), где упоминался В. С. Чечеватов, на журналистов в 2011 году высокопоставленные лица подали сразу шесть однотипных исков (в списке: Ю. Л. Хризман — генерал-лейтенант, тогдашний начальник ФГУП «ГУ специального строительства по территории ДФО при Федеральном агентстве спецстроительства» — Дальспецстрой, член политсовета Хабаровского РО «Единая Россия»; В. И. Новожилов — генерал-полковник в отставке, экс-командующий войсками ДВО (1989—1992) — два иска; В. А. Баранов — генерал-майор милиции, экс-начальник УВД по Хабаровскому краю (2001—2007); А. Г. Шишкин — тогдашний депутат Государственной Думы от «Единой России» — региональная группа № 29 Хабаровский край, Еврейская автономная область, ныне сенатор от Хабаровского края), в том числе иск поступил в Железнодорожный районный суд Хабаровска от Чечеватова с требованием возмещения морального вреда в 500 тыс. рублей. Суд признал несоответствующими действительности ряд утверждений в статье и постановил авторам статьи в газеты «Хабаровский экспресс» выплатить за причинённый моральный ущерб 210 тысяч рублей, в частности, Чечеватову по 30 тыс. рублей от каждого из двоих журналистов (всего 60 тыс. рублей). 7 декабря 2021 года ЕСПЧ установил нарушение статьи 10 Конвенции (Свобода выражения мнения).

## После отставки
Занимал такие должности, как пост наказного атамана Дальневосточного казачьего округа и председателя попечительского совета (состоящего под покровительством Великой княгини Марии Владимировны — главы Российского императорского дома) Фонда кавалерской жумы императорского военного ордена святителя Николая Чудотворца.
В июле 2006 года был назначен ректором Российской таможенной академии. В сентябре 2008 года было возбуждено уголовное дело по обвинению Чечеватова в совершении преступления, предусмотренного статьёй 285 УгК РФ («злоупотребление должностными полномочиями»). По подписанным им приказам на посты его помощников и советников были назначены не существующие лица, никогда не появлявшиеся в академии, но получавшие высокую зарплату и крупные премии (до 2 миллионов рублей на каждого). Суд отказал прокурору в отстранении Чечеватова от должности на период расследования. Информации о завершении расследования не публиковалось. Покинул пост ректора в 2015 году.

## Семья
Жена — Чечеватова Лидия Андреевна, воспитанница детского дома — сирота, сын Андрей Чечеватов, который также был персонажем скандальной хроники.
По сообщению газеты «Московский комсомолец», в 1995 году майор А. Чечеватов, двигаясь по Москве на личном автомобиле, обстрелял из наградного пистолета своего отца подрезавший его автомобиль «КамАЗ», ранив шофёра в ногу, после чего уехал с места происшествия. Спустя полчаса был задержан сотрудниками милиции, при задержании угрожал им. Однако через несколько дней в возбуждении уголовного дела было отказано «за примирением сторон», хотя соответствующая статья УК РФ не предусматривает прекращения дела по ней ввиду тяжести преступления. Не понесли ответственности сын — за незаконное ношение оружия, и отец — за его передачу иным лицам или за небрежное хранение, в результате которого стало возможным его завладение иными лицами.
Сын после окончания в 1997 году Общевойсковой академии занимал должности начальника штаба полка и командира полка в 4-й гвардейской танковой Кантемировской дивизии, затем служил в Забайкальском военном округе на должности заместителя командира дивизии, в 2003 году с отличием окончил Военную академию Генерального штаба Вооружённых Сил, был командиром дивизии, присвоено звание генерал-майор, назначен заместителем командующего 5-й общевойсковой армией, в 2005 году ушёл в запас. С 2007 года состоял в руководстве ряда коммерческих организаций. С 2013 до декабря 2016 года находился на государственной службе в Приволжском федеральном округе. В данное время находится на пенсии.
Внук Чечеватов Александр Андреевич — с 2016 по 2019 год обучался в Удмуртском  кадетском корпусе. Курсант Московского высшего общевойскового командного училища.

## Награды
- орден «За военные заслуги»,
- орден Красной Звезды,
- орден «За службу Родине в Вооружённых Силах СССР» 2-й и 3-й степени,
- медали,
- Почётная грамота Совета Министров Республики Беларусь (7.12.2000).